# Theriiformes
De Theriiformes zijn een onderklasse van de zoogdieren die de buideldieren en placentadieren omvat. Onder de levende zoogdieren is term synoniem met Theria, maar de Theriiformes omvatten veel meer uitgestorven vormen, waaronder de Multituberculata. De term is gedefinieerd als alle vormen die nauwer verwant zijn aan de Theria dan aan de cloacadieren.
Volgens McKenna en Bell (zie Literatuur) omvat deze onderklasse de volgende ordes:
- Onderklasse: Theriiformes
  - Infraklasse: Allotheria †
    - 
      - 
        - 
          - 
            - 
              - 
                -  Orde: Multituberculata †

  - Infraklasse: Holotheria
    - Superlegioen: Kuehneotheria †
    -  Superlegioen: Trechnotheria
      - Legioen: Cladotheria
        - Sublegioen: Dryolestoidea †
          - 
            - 
              - 
                - Orde: Amphitheriida †
                -  Orde: Dryolestida †

        -  Sublegioen: Zatheria
          - Infralegioen: Peramura †
          -  Infralegioen: Tribosphenida
            - Supercohort: Aegialodonta †
            -  Supercohort: Theria
              - Cohort: incertae sedis
                - Orde: Asiadelphia †
                -  Orde: Deltatheroida †

              - Cohort: Eutheria (Placentadieren)
              -  Cohort: Marsupialia (Buideldieren)

      -  Legioen: Symmetrodonta †
        - 
          - 
            - 
              - 
                - Orde: Amphidontoidea †
                -  Orde: Spalacotherioidea †

  -  Infraklasse: Triconodonta †